# 月 (松本清張)
『月』（つき）は、松本清張の短編小説。『別冊文藝春秋』1967年6月号に掲載され、同年8月に短編集『統監』収録の1作として、文藝春秋（ポケット文春）から刊行された。

## あらすじ
歴史学者の伊豆亨は、官学の大御所・谷岡冀山の世話で女子大の教師となるが、才能に乏しく、最も目立たない教授として地誌研究を続けていた。あるとき伊豆は、学生の答案の中から見事な筆蹟を見出す。それが青山綾子だった。伊豆は彼女に頼んで、清書や資料の引き写しをしてもらった。綾子の清書した中に「月」の字がいつも斜めになっているのが伊豆には気になった。綾子の書く斜めの月の字を見ていると、いつも心に落ち着かないものや不安を感じた。
一年ばかりして、綾子がふと言った言葉が、伊豆を『新釈武蔵地誌稿』の仕事に赴かせる。今まで荒涼とした伊豆の生涯の先に初めて一群の青い色が映じてきた。伊豆は休みの日には郊外の古い寺の所蔵文書を漁りに回るが、綾子を伴れて行くことが多かった。綾子は伊豆にとって掛替えのない助手になった。
綾子は大学を卒業し助手をつとめたのち、郷里の九州に帰った。その年の秋の終りに伊豆は結婚通知をもらった。綾子の身体が知らない男に蹂躙されているかと思うと伊豆は寝つかれなかった。空襲が激しくなったころ、思いがけなく九州から綾子の手紙が来た。夫とは離婚したから、自分の家に疎開してはどうかというのであった。
伊豆は九州北部の町に着き、二人の生活がはじまった。綾子は再婚の意志は無いと言った。伊豆は綾子がいつまで自分の傍に居てくれるだろうかと考えないわけにはゆかなかった。もはや、地誌の編纂は伊豆の学問的な意義から消えて、綾子との同棲が永つづきするための目的になっていた。
世の中が落ち着きを見せたころ東京の隆文社から『新釈武蔵地誌稿』の問い合せがあった。戦争中に中断した企画を続行したいというのであり、宮川という編集者が二人のもとを訪れる。伊豆はこれで経済的に救われて綾子との生活がもっと長く続けられると思った。が、どこかにこれが本物でないような危惧はつきまとった。

## エピソード
- 著者は本作について「わたしのいわゆる「学者もの」の一つである。これには暗示となった実在の歴史地理学者がないでもない。しかし、小説は完全に実際とは離れている」と述べている[1]。
- 小説家の北村薫は、本作について「最初に題があったのか、書き進めて最後に付けたのか。出来上がってみれば題も結びもこれしかないという唯一の形になっている」「主人公の心理がまことに切れ味鋭く迫ってくる。最後の容赦なさも含め、一読忘れ難い名品」と評している[2]。

## 書誌情報
- 『統監』〈ポケット文春〉（文藝春秋、1967年8月）
  - 収録作品：「泥炭層」「粗い網版」「花衣」「月」「統監」
- 『松本清張全集 38 皿倉学説 短篇4』（文藝春秋、1974年）
  - 収録作品：「厭戦」「小さな旅館」「老春」「鴉」「皿倉学説」「相模国愛甲郡中津村」「影」「たづたづし」「晩景」「ベイルート情報」「統監」「花衣」「粗い網版」「種族同盟」「月」「証言の森」「虚線の下絵」。福田定良による解説、年譜、著書目録を附す。
- 『延命の負債』〈角川文庫〉（角川書店、1987年6月）
  - 収録作品：「延命の負債」「湖畔の人」「ひとり旅」「九十九里浜」「賞」「春の血」「いきものの殻」「津ノ国屋」「子連れ」「余生の幅」「三味線」「月」
- 『戦い続けた男の素顔 宮部みゆきオリジナルセレクション』〈新潮文庫 松本清張傑作選5〉（新潮社、2009年7月）
  - 収録作品：「月」「恩誼の紐」「入江の記憶」「夜が怕い」「田舎医師」「父系の指」「流れの中に」「暗線」「ひとり旅」「絵はがきの少女」「河西電気出張所」「泥炭地」。宮部みゆきの解説、香山二三郎の解題を附す。
- 『清張の迷宮 松本清張傑作短編セレクション』〈文春文庫〉（文藝春秋、2024年7月）
  - 収録作品：「理外の理」「佐渡流人行」「月」「白い闇」「詩と電話」「装飾評伝」「断碑」「田舎医師」「上申書」「天城越え」。北村薫・有栖川有栖による対談を附す。